# 泰捷航空
泰捷航空（ThaiJet）是一家位於泰國的航空公司，在2003年成立並在12月15日營運，提供曼谷－普吉航線非定期航班服務，由波音757-200操作。可是在2004年航空公司因資金問題而停止運作，2006年3月泰國民航局撤銷了泰國太平洋航空的空運牌照。

## 機隊
- 2架波音757-200